# Joost Borm
Joost Borm (Dongen, 8 augustus 1956) is een Nederlandse voormalige atleet. Hij was gespecialiseerd in de middellange en lange afstand en werd zesmaal Nederlands kampioen op deze afstanden. Hij had jarenlang het Nederlands record in handen op de 2000 m.

## Biografie

### Begin en eerste titel
Joost Borm begon zijn atletiekcarriere bij Excelsior in Oosterhout. In 1973 werd hij nationaal crosskampioen bij de B-junioren. Tijdens zijn studie in Utrecht werd Borm in 1974 lid van atletiekvereniging AV Phoenix. Hij volgde met succes de trainingsmethode van Herman Verheul en werd drie jaar later voor het eerst Nederlands kampioen op de 1500 m (in Excelsior shirt).
In 1978 was zijn tijd van 3.45,2 op deze afstand goed voor een achtste plaats op de Europese indoorkampioenschappen in Milaan. Verder liep hij dat jaar met Klaas Lok, Ad Buijs en Peet-Jan van Zijl een Nederlands record op de 4 x 1500 m estafette. Voor het overige was het een teleurstellend jaar voor de Utrechter, die al vroeg in het seizoen met 3.40,6 had voldaan aan de vereiste limiet voor de Europese kampioenschappen in Praag, maar die door de KNAU uiteindelijk toch niet werd geselecteerd voor dit kampioenschap. Borm was daar vlak voor Praag best verbolgen over. "Aan het begin van het seizoen heeft men het te veel doen voorkomen, alsof die limieten niet zo belangrijk waren. Of je daar nou net onder of net boven zat, deed niet zo ter zake. Maar in de loop van het seizoen is dat veranderd. Nú denk ik, dat men het indertijd bewust zo vaag heeft gehouden, omdat men zelf geen duidelijkheid had over hoe men dat met die selectie moest doen." Naar de mening van Borm waren de 1500 meterlopers, van wie niemand werd uitgezonden, de dupe geworden van een machtsstrijd tussen de bondstrainers.

### Incident en record
In 1979 werd Joost Borm overigens weer wél uitgezonden naar de EK indoor in Wenen. Daar finishte hij op de 1500 m als vijfde in 3.46,6 en op de 3000 m als negende in 7.58,4. In datzelfde jaar werd hij op de Nederlandse indoorkampioenschappen tweede op de 1500 m, de 3000 m en bij het NK veldlopen, terwijl hij later tijdens het baanseizoen op de Nederlandse kampioenschappen in Nijmegen zijn tweede 1500 metertitel veroverde.
In 1980 werd Borm ook Nederlands indoorkampioen op de 1500 m. Op het EK veldlopen werd hij 23e. Het jaar erna was Borm op de NK in Utrecht ongewild hoofdrolspeler in een merkwaardig incident op de 1500 m. In de serie op zaterdag was hij namelijk ten val gebracht door Stijn Jaspers. Het protest dat hierop werd ingediend, kon echter pas in behandeling worden genomen na afloop van de finale op zondag, doordat de te bestuderen videoband niet eerder beschikbaar was. Toen vervolgens de band nauwgezet was bekeken, besloot de scheidsrechter de totale uitslag van de inmiddels gelopen finale ongeldig te verklaren. In 1982 verbeterde Borm in Bordeaux het Nederlands record van Klaas Lok op de 2000 m van 5.03,9.
Na zijn sportcarrière nam hij vanaf 2000 op 43-jarige leeftijd samen met Klaas Lok bij Phoenix het trainerswerk over van Herman Verheul. Joost Borm werd trainer, omdat hij gek is op hardlopen en deze passie wil delen met atleten. Hiernaast is hij ook actief bij de veteranen.

### Getroffen door speer
Op Tweede Pinksterdag, 12 mei 2008, overkwam hem een bijzonder ongeval. Op atletiekbaan Maarschalkerweerd in Utrecht werd hij die dag in zijn been getroffen door een speer. Joost Borm: 'Ik was langs de rand van het grasveld wat aan het inlopen. Een groepje jeugdatleten was onder leiding van een trainer aan het speerwerpen. Plotseling raakte een speer mijn onderbeen. Een bloederige vleeswond was het gevolg. Het betrof gelukkig mijn zwaaibeen. Als het mijn standbeen was geweest, zou de wond aanmerkelijk dieper zijn.' Toch moest de wond in het ziekenhuis met 25 hechtingen worden dichtgenaaid. De dader bleek een jongen van vijftien, die erg verlegen was met de situatie. 'Hem verwijt ik niets, ik hoop dat hij aan atletiek blijft doen. Maar zijn trainer had beter moeten opletten.' Het herstel verliep voorspoedig. 'Hardlopen blijft toch het mooiste wat er is.'

## Nederlandse kampioenschappen
Outdoor
| Onderdeel | Jaar       |
| --------- | ---------- |
| 1500 m    | 1977, 1979 |
| 10.000 m  | 1983       |

Indoor
| Onderdeel | Jaar       |
| --------- | ---------- |
| 1500 m    | 1980       |
| 3000 m    | 1979, 1985 |

## Persoonlijke records
Outdoor
| Onderdeel      | Prestatie       | Datum            | Plaats    |
| -------------- | --------------- | ---------------- | --------- |
| 1500 m         | 3.38,27         | 4 september 1979 | Brussel   |
| 1 Eng. mijl    | 4.01,5          | 3 juli 1982      | Groningen |
| 2000 m         | 5.01,27 (ex-NR) | 5 juni 1982      | Bordeaux  |
| 3000 m         | 7.55,84         | 27 juli 1982     | Hengelo   |
| 5000 m         | 13.58,4         | 8 september 1979 | Leuven    |
| 10.000 m       | 29.14,4         | 28 april 1982    | Nijmegen  |
| 3000 m steeple | 8.57,2          | 11 augustus 1978 | Papendal  |

Indoor
| Onderdeel | Prestatie | Datum            | Plaats   |
| --------- | --------- | ---------------- | -------- |
| 1500 m    | 3.42,6    | 19 februari 1978 | Dortmund |
| 3000 m    | 7.58,4    | 24 februari 1979 | Wenen    |

## Prestatieontwikkeling
| Jaar | 800 m  | 1500 m  | 5000 m   |
| ---- | ------ | ------- | -------- |
| 1976 |        | 3.46,60 |          |
| 1977 | 1.51,9 | 3.43,8  | 14.32,0  |
| 1978 | 1.50,8 | 3.40,6  | 14.16,5  |
| 1979 | 1.51,2 | 3.38,27 | 13.58,4  |
| 1980 | 1.52,9 | 3.43,9  | 14.40,0  |
| 1981 | 1.54,7 | 3.47,2  | 14.39,86 |
| 1982 | 1.53,5 | 3.40,63 | 13.59,2  |
| 1983 | 1.52,8 |         | 14.02,05 |
| 1984 |        |         | 14.12,79 |
| 1985 |        |         | 14.25,10 |

## Palmares

### 1500 m
- 1977: 5e Sparta Spelen te Den Haag - 3.45,1
- 1977:  NK - 3.43,8
- 1978: 8e EK indoor - 3.45,2 (in serie 3.43,2)
- 1978: 4e West Athletic te Sittard - 3.43,2
- 1978: 4e NK - 3.49,5
- 1979:  NK indoor - 3.50,4
- 1979: 5e EK indoor - 3.46,6
- 1979: 6e Europa-Cup te Genève - 3.42,1
- 1979:  NK - 3.43,2
- 1979: 9e Memorial Van Damme - 3.38,27
- 1980:  NK indoor - 3.47,6
- 1980: 7e in serie EK indoor - 3.44,9
- 1980: 4e Interl. Noorwegen-Ned. te Steinkjer - 3.50,2
- 1981:  NK indoor - 3.50,8
- 1982:  NK indoor - 3.48,66
- 1982: 4e NK - 3.46,46
- 1983:  NK indoor - 8.21,74
- 1983:  NK - 3.43,56

### 1 Eng. mijl
- 1980: 7e Interl. Wales-Ned.-Engeland te Cwmbran - 4.04,42

### 3000 m
- 1979:  NK indoor - 8.11,5
- 1979: 9e EK indoor - 7.58,4
- 1982: 9e FBK Games - 7.55,84
- 1985:  NK indoor - 8.09,48

### 5000 m
- 1979: 5e Interl. Ierland-Ned.-Wales te Dublin - 3.48,41

### 10.000 m
- 1982: 4e NK te Nijmegen - 29.14,4
- 1983:  NK - 29.25,0
- 1984:  NK - 29.33,04
- 1985:  NK - 29.34,0

### veldlopen
- 1977: 24e NK te Westerhoven (12 km)
- 1979:  NK te Beek (11.550 m) - 37.14,1
- 1979: 118e WK te Limerick (12 km) - 40.18
- 1980: 11e NK te Hulst (11.670 m)
- 1982:  NK te Norg (12.000 m) - 36.02,6
- 1982:  Warandeloop - 28.20